# Ischyromene ovalis
Ischyromene ovalis är en kräftdjursart som först beskrevs av Barnard1914.  Ischyromene ovalis ingår i släktet Ischyromene och familjen klotkräftor. Inga underarter finns listade i Catalogue of Life.